# 燕妮·劳蒂翁阿霍
燕妮·劳蒂翁阿霍（芬蘭語：Jenny Rautionaho；1996年7月26日—），芬兰跳台滑雪运动员。她代表欧纳斯瓦拉滑雪俱乐部。2022年北京冬奥会上她在女子个人普通台项目上排名第32位。
她父亲埃斯科·劳蒂翁阿霍是一位前跳台滑雪运动员。